# Girls on the Beach
A Girls on the Beach Brian Wilson szerzeménye, ami a The Beach Boys 1964-es All Summer Long című nagylemezén jelent meg. Brian eme korai balladája, megjelenése után nagy siker lett a rajongók körében. A szám kezdete nagyon hasonlít a "Surfer Girl-re, de azért tetten érhető a két ballada között, Brian művészi fejlődése. A dal fontos lépés a Pet Sounds-hoz vezető úton, mind az akkordok, mind a vokálok tekintetében.
Ez a Beach Boys dal szintén felbukkan az azonos nevű "Girls On The Beach" című filmben is.

## Zenészek
- Brian Wilson – szólóvokál
- Dennis Wilson – szólóvokál